# Saxetania edentulum
Saxetania edentulum är en insektsart som först beskrevs av Boris Petrovich Uvarov 1923.  Saxetania edentulum ingår i släktet Saxetania och familjen Pamphagidae. Inga underarter finns listade i Catalogue of Life.